# 플라마리옹투코투코
플라마리옹투코투코(Ctenomys flamarioni)는 투코투코과에 속하는 설치류의 일종이다. 핵형은 2n=48, FN=50~78이다. 브라질 남부의 히우그란지두술주의 해안가 모래 언덕에서 발견된다. 모래 언덕의 소실과 도시화 때문에 서식지 감소로 위협을 받고 있다. 학명과 일반명은 브라질 생물학자 플라마리옹 올리베이라(Luiz Flamarion B. de Oliveira)의 이름에서 유래했다.